# Вернон Шоу
Вернон Лорден Шоу (англ. Vernon Lorden Shaw; 13 травня 1930 — 2 грудня 2013) — політичний діяч Домініки, президент країни у 1998—2003 роках.

## Життєпис
Закінчив Трініти-коледж Оксфордського університету. Був місцевим проповідником методистської церкви.
У 1977–1990 роках був секретарем кабінету міністрів. 2 жовтня 1998 року був обраний на пост глави держави терміном на п'ять років. Того ж дня склав присягу. У посаду вступив 6 жовтня. Залишив президентський пост за п'ять років — у вересні 2003.